# Cosmin Șandru
Cosmin Șandru (n. 3 iunie 1988, Coșteiu, Timiș, Republica Socialistă România) este un fost deputat român în legislatura 2020-2024 din partea PNL. 

## Controverse
Pe 22 decembrie 2021 Cosmin Șandru a fost trimis în judecată de Direcția Națională Anticorupție pentru săvârșirea infracțunii de dare de mită.
Pe 5 noiembrie 2024 Înalta Curte de Casație și Justiție l-a achitat definitiv pe Cosmin Șandru în acest dosar.